# جوزفين كونان
جوزفين كونان (بالإنجليزية: Laure Conan)‏ (9 يناير 1845، مالبي في كندا - 6 يونيو 1924، مدينة كيبك في كندا)؛ كاتِبة، صحفية وروائية كندية.

## روابط خارجية
- جوزفين كونان على موقع الموسوعة البريطانية (الإنجليزية)